# Adelheid-Popp-Hof
Der Adelheid-Popp-Hof ist ein Gemeindebau im 16. Wiener Gemeindebezirk Ottakring. Das Bauwerk wurde zwischen 1932 und 1933 nach Plänen des Architekten Karl Ehn errichtet und zwischen 1949 und 1950 von den Architekten Franz Otto Böhm und Karl Kotal um einen Ergänzungsbau erweitert.

## Lage
Der Adelheid-Popp-Hof liegt in der Wiener Katastralgemeinde Ottakring. Der Gemeindebau umfasst einen Straßenblock, der im Norden von der Herbststraße, im Osten von der Possingergasse, im Süden von der Gablenzgasse und im Westen von der Dehmelgasse begrenzt wird. Der Gemeindebau ist von mehreren Gemeindebauten und Wohnhausanlagen umgeben. So befindet sich angrenzend im Westen der Pirquethof, im Süden die Siedlungs- und Wohnhausanlage Schmelz und im Osten der Berliner Hof.

## Geschichte und Bauwerk
Der Adelheid-Popp-Hof wurde aus zwei U-förmigen Bauteilen errichtet, die einen großen, terrassierten Innenhof umschließen. An der Straßenfassade wird das stark abfallende Gelände durch die Sockelzone ersichtlich, die beiden viergeschoßigen Bauteile sind zudem in der Höhe gestaffelt. Durch den Dachausbau entstand ein fünftes Geschoß, dass straßenseitig über zahlreiche Dachgaupen verfügt. Karl Ehn gestaltete die Fassade in streng gegliederter und schmuckloser kubischer Architektur, wobei er die Straßenfassaden als glatte Lochfassaden ausführen ließ. Als Gestaltungselemente setzte er lediglich an der Hauptfront in der Herbststraße zwei über die Gebäudeecken reichenden Erker, das Geschäftsportal einer Apotheke und deren flankierende Erschließungstürme ein. Im Innenhof gliederte Ehn die Fassade durch ein umlaufendes Gesims über dem vierten Geschoß und einen Klinkersockel. Die Stiegeneingänge wurden durch plastische Klinkerrahmungen akzentuiert.
Der Ergänzungsbau besitzt eine glatte Putzfassade mit französischen Fenster und Gitterbrüstungen, wobei die dreiteilige Gliederung des Haupteingangs an der Gablenzgasse das Motiv vom Geschäftsportal ursprünglichen Baus widerspiegelt. Der Adelheid-Popp-Hof wurde am 6. März 1949 nach der Politikerin Adelheid Popp benannt. 1951 erfolgte der Ausbau des Dachgeschoßes des Baus aus der Zwischenkriegszeit. Das Bauwerk wurde zwischen 1997 und 2000 im Sockelbereich saniert Zudem erfolgte die Neudeckung des Daches, die Erneuerung der Fenster und Türen sowie Fassadendämmung. Des Weiteren wurde der Gemeindebau an die Fernwärme Wien
angeschlossen und ein neuer Spielplatz errichtet. Durch die Umbauarbeiten entstanden im Dachgeschoß 32 neue Wohnungen. Die Kosten der Sanierungsmaßnahmen beliefen sich auf rund 9,2 Millionen Euro.

## Kunstwerke
Laut dem Bezirkskulturführer Ottakring befand sich in der Gablenzgasse 100–104 eine mit einem Mosaik belegte Brunnenschale mit drei bronzenen Seelöwen. Diese war von der Bildhauerin Maria Biljan-Bilger 1951 geschaffen worden, befindet sich jedoch nicht mehr im Adelheid-Popp-Hof.

## Galerie

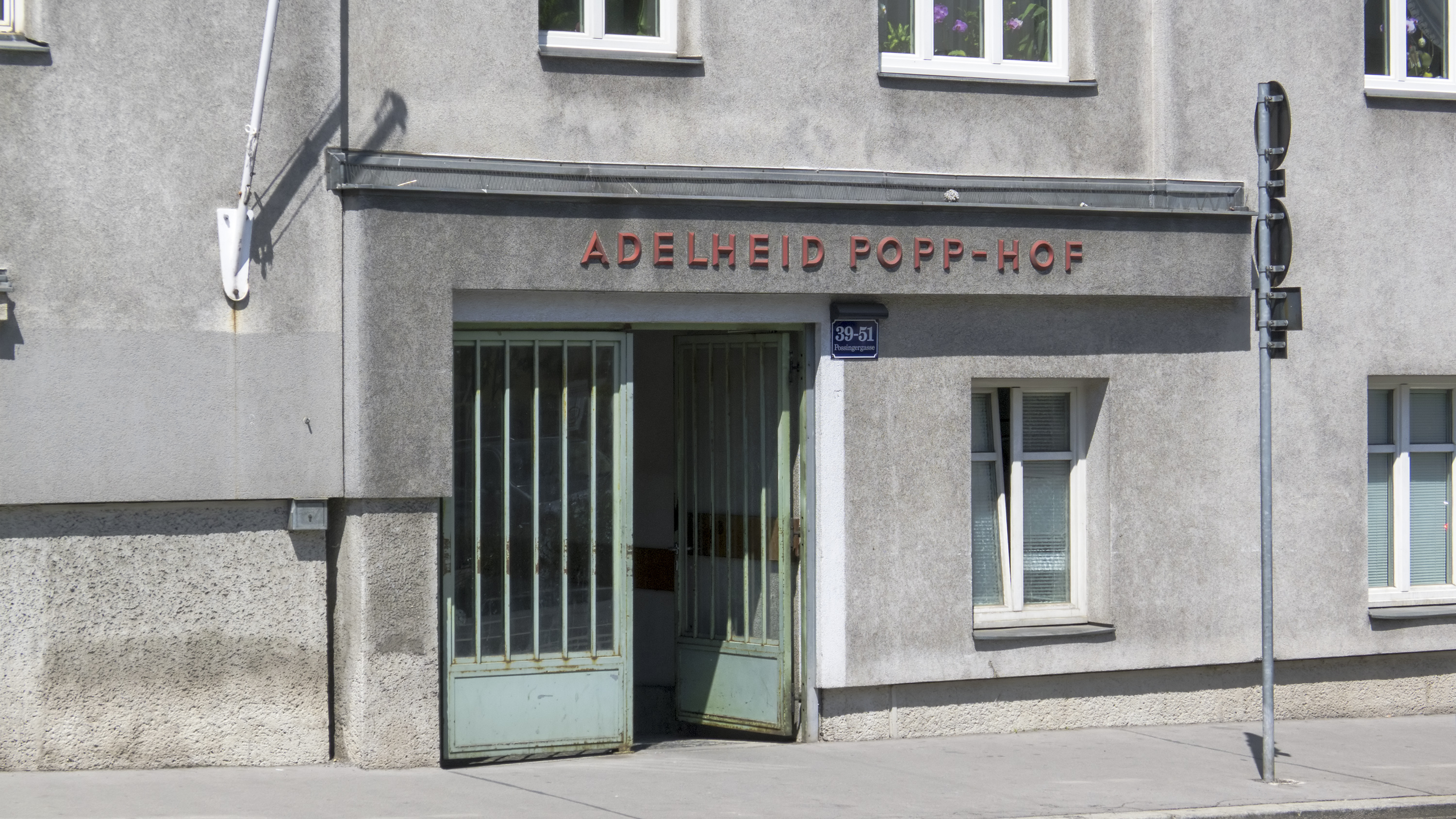
Eingang Possingergasse
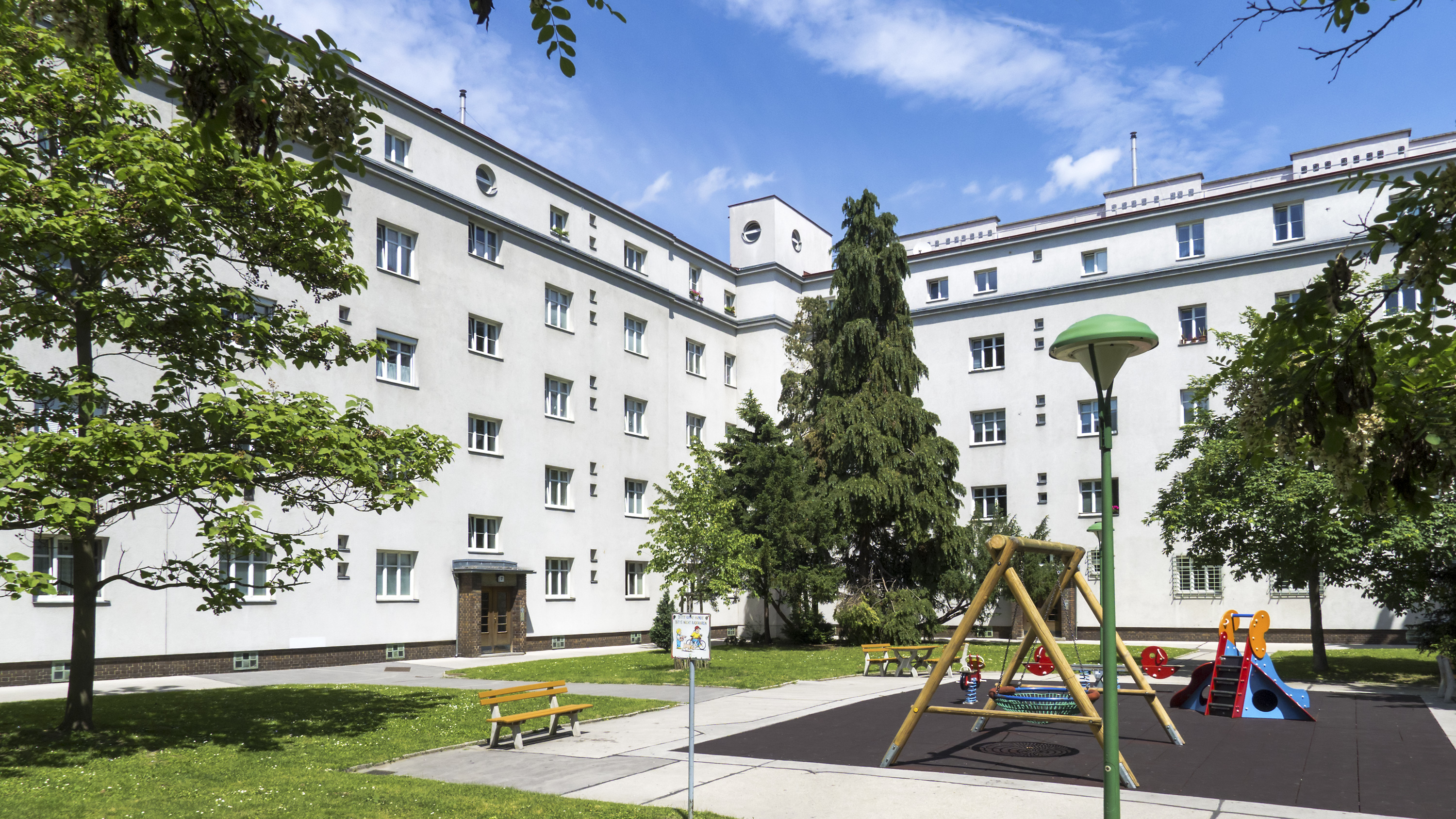
Innenhof
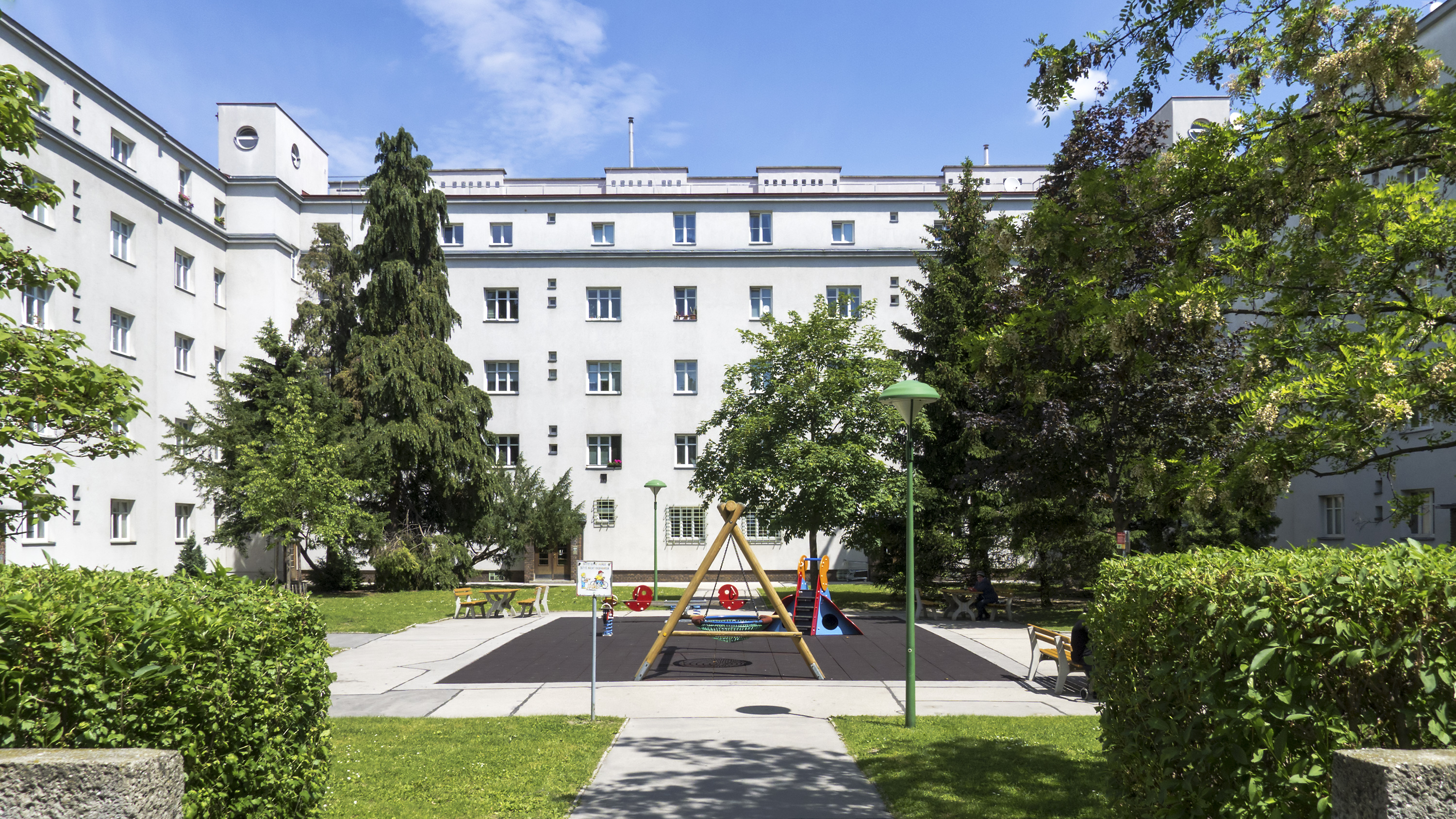
Innenhof
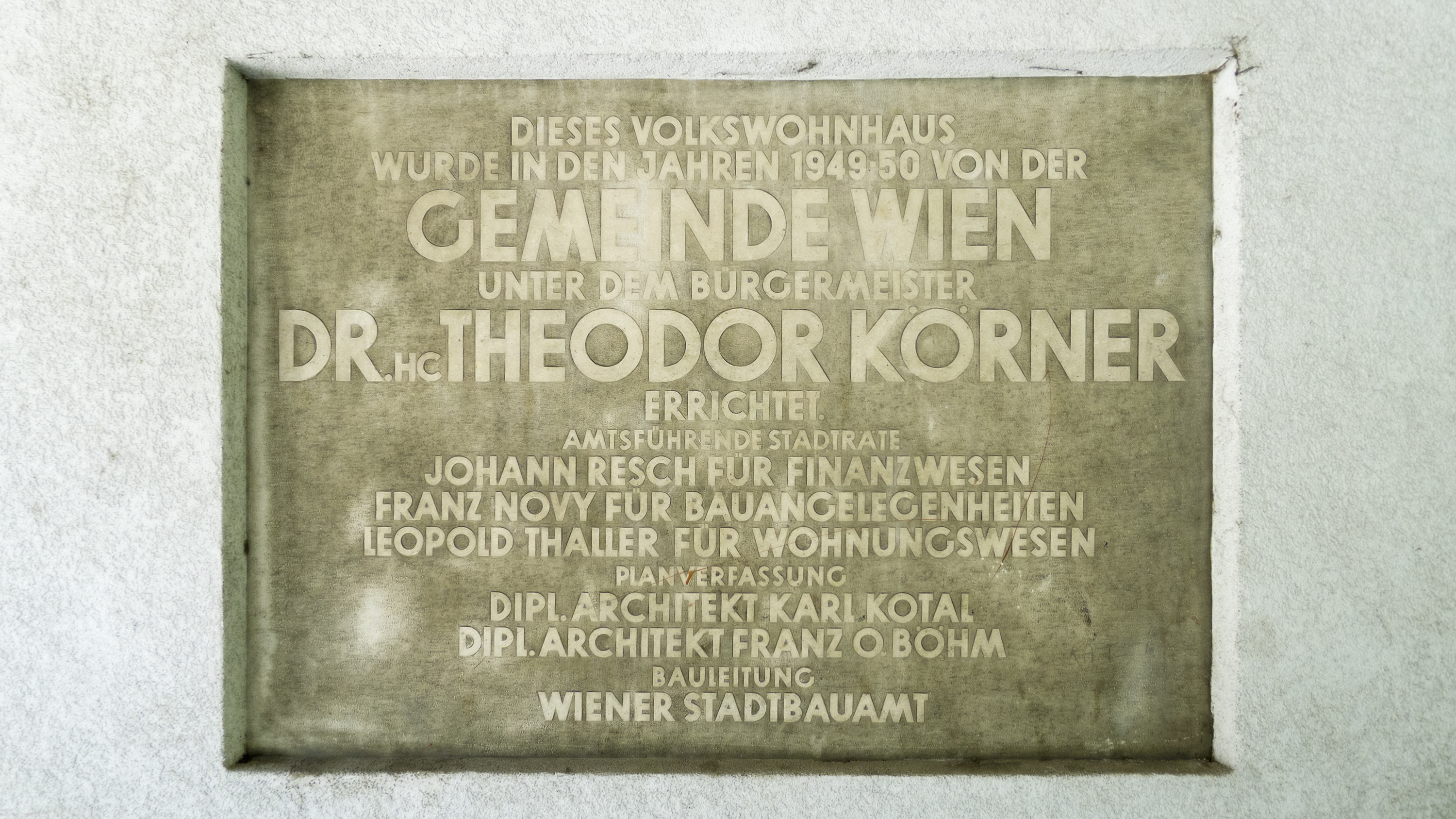
Informationstafel im Hof
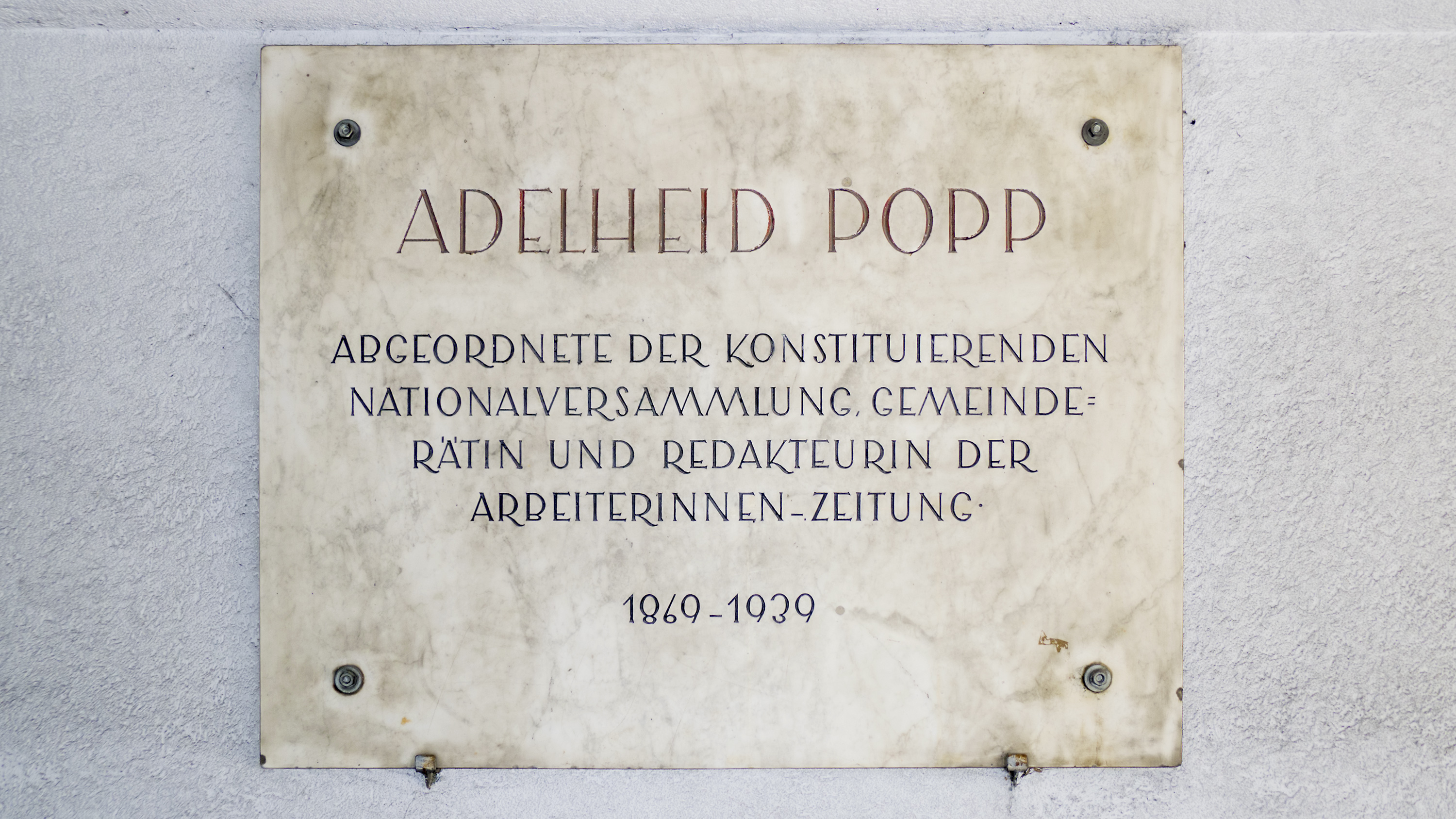
Gedenktafel für Adelheid Popp